# Tetropium
Tetropium es un género de coleópteros crisomeloideos de la familia Cerambycidae. Se distribuyen por el holártico y la región indomalaya.

## Especies
Se reconocen las siguientes:
- Tetropium abietis Fall, 1912
- Tetropium aquilonium Plavilstshikov, 1940
- Tetropium auripilis Bates, 1885
- Tetropium beckeri Franz, 1955
- Tetropium castaneum (Linné, 1758)
- Tetropium cinnamopterum Kirby, 1837
- Tetropium confragosum Holzschuh, 1981
- Tetropium danilevskyi Sláma, 2005
- Tetropium fuscum (Fabricius, 1787)
- Tetropium fuscum lapponicum Sláma, 2015
- Tetropium gabrieli Weise, 1905
- Tetropium gracilicorne Reitter, 1889
- Tetropium gracilicum Hayashi, 1983
- Tetropium guatemalanum Bates, 1892
- Tetropium laticolle Podaný, 1967
- Tetropium morishimaorum Kusama & Takakuwa, 1984
- Tetropium opacipenne Bates, 1885
- Tetropium opacum Franz, 1955
- Tetropium oreinum Gahan, 1906
- Tetropium parallelum Casey, 1891
- Tetropium parvulum Casey, 1891
- Tetropium pilosicorne Linsley, 1935
- Tetropium scabriculum Holzschuh, 1993
- Tetropium schwarzianum Casey, 1891
- Tetropium schwerdtfegeri Franz, 1955
- Tetropium staudingeri Pic, 1901
- Tetropium takakuwai Hirayama, 2018
- Tetropium velutinum LeConte, 1869